# Episodi di The Bold Type (seconda stagione)
La seconda stagione della serie televisiva The Bold Type, composta da 10 episodi, viene trasmessa dalla rete televisiva statunitense Freeform dal 12 giugno 2018.
Il primo episodio della stagione viene distribuito online da Hulu il 6 giugno 2018; la totale messa in onda dei restanti episodi è avvenuta il 12 giugno con la replica del primo episodio e la messa in onda, in prima TV assoluta, del secondo.
In Italia, la stagione andrà in onda dal 3 febbraio 2019 su Premium Stories, canale a pagamento della piattaforma Mediaset Premium.
| n° | Titolo originale        | Titolo italiano            | Prima TV USA   | Prima TV Italia  |
| -- | ----------------------- | -------------------------- | -------------- | ---------------- |
| 1  | Feminist Army           | L'armata femminista        | 12 giugno 2018 | 3 febbraio 2019  |
| 2  | Rose Colored Glasses    | La maschera dell'ottimismo | 12 giugno 2018 | 10 febbraio 2019 |
| 3  | The Scarlet Letter      | La lettera scarlatta       | 19 giugno 2018 | 17 febbraio 2019 |
| 4  | OMG                     | Oh mio dio                 | 26 giugno 2018 | 24 febbraio 2019 |
| 5  | Stride of Pride         | La marcia dell'orgoglio    | 3 luglio 2018  | 3 marzo 2019     |
| 6  | The Domino Effect       | Effetto domino             | 10 luglio 2018 | 10 marzo 2019    |
| 7  | Betsy                   | Betsy                      | 17 luglio 2018 | 17 marzo 2019    |
| 8  | Plan B                  | Piano B                    | 24 luglio 2018 | 24 marzo 2019    |
| 9  | Trippin                 | Viaggiando                 | 31 luglio 2018 | 31 marzo 2019    |
| 10 | We'll Always Have Paris | Finalmente Parigi          | 7 agosto 2018  | 7 aprile 2019    |